# Фридрих IV фон Хопфгартен
Фридрих IV фон Хопфгартен (на немски: Friedrich IV. von Hopffgarten ; * ок. 1375; † ок. 1465) е благородник от стария род Хопфгартен от Тюрингия. Той е господар в Грумбах (1433), Крайнберг (1439), пфандхер/господар на Щраузфурт.
Той е син на Дитрих фон Хопфгартен († 1410) и втората му съпруга Хедвиг фон Рост († сл. 1418), дъщеря на рицар, маршал на маркграф Фридрих Строги, Райнхард фон Рост(† 1391/1395) и Мехтилд. Внук е на рицар и съветника в ландграфство Тюрингия Фридрих фон Хопфгартен († сл. 1352) и Ецила († сл. 1395). Баща му е таен съветник на Шварцбург и вице-съдия в Тюрингия.
Фридрих IV фон Хопфгартен купува през 1425 г. град и дворец Шлотхайм от граф Хайнрих фон Шварцбург (XXVI. ?). Ок 1425 г. Фридрих става с хиляда марки съ-собственик на замък Хайнек.
Фридрих IV фон Хопфгартен умира на ок. 90 години.

## Фамилия
Фридрих IV фон Хопфгартен се жени ок. 1400 г. за Анна фон Вангенхайм, дъщеря на Фридрих V фон Вангенхайм († 1431) и Юта фон Хайлинген († сл. 1395). Те имат три сина:
- Паул I фон Хопфгартен († ок. 1474); има син
- Дитрих II фон Хопфгартен (* 1405; † 9 декември 1484), женен за Сибила (Маргарета) фон Бранденщайн; имат син
- Георг фон Хопфгартен (* ок. 1407; † сл. 1474), съветник на Шварцбург и пратеник в Рим, женен ок. 1440/1455 г. за фон Швихелдт (* ок. 1420/1426); имат дъщеря

Фридрих IV фон Хопфгартен се жени втори път ок. 1421 – 1425 г. за Катарина фон Вангенхайм. Бракът е бездетен.